# Georg Hüter (Politiker)
Georg Wilhelm Ferdinand Hüter (* 30. Mai 1823 in Melsungen; † 2. Februar 1900 in Bebra) war ein deutscher Gutsbesitzer und Abgeordneter des Provinziallandtages der Provinz Hessen-Nassau.

## Leben
Georg Wilhelm Ferdinand Hüter wurde als Sohn des Kaufmanns Karl Friedrich Hüter und dessen Gemahlin Maria Dorothea Scholl geboren. In den Jahren 1860 und 1861 war er als Vertreter der größeren Grundbesitzer Mitglied der Zweiten Kammer der Kurhessischen Ständeversammlung. 1863 kam er für den Abgeordneten Christian Nöding als Vertreter des Landkreises Melsungen in das Parlament. Die Ständeversammlung bestand von 1831 bis zur Annexion Hessens durch Preußen im Jahre 1866. Ihr Nachfolgegremium wurde der Kurhessische Kommunallandtag des Regierungsbezirks Kassel, in dessen Reihen er von 1875 bis 1891 Platz fand. Der Landtag bestimmte ihn aus seiner Mitte zum Abgeordneten des Provinziallandtages der Provinz Hessen-Nassau. Hier war er der Vertreter der höchstbesteuerten Grundbesitzer und Gewerbetreibenden des Landkreises Rotenburg und in verschiedenen Ausschüssen, so auch im Haupt- und Finanzausschuss, tätig.